# Propyleje

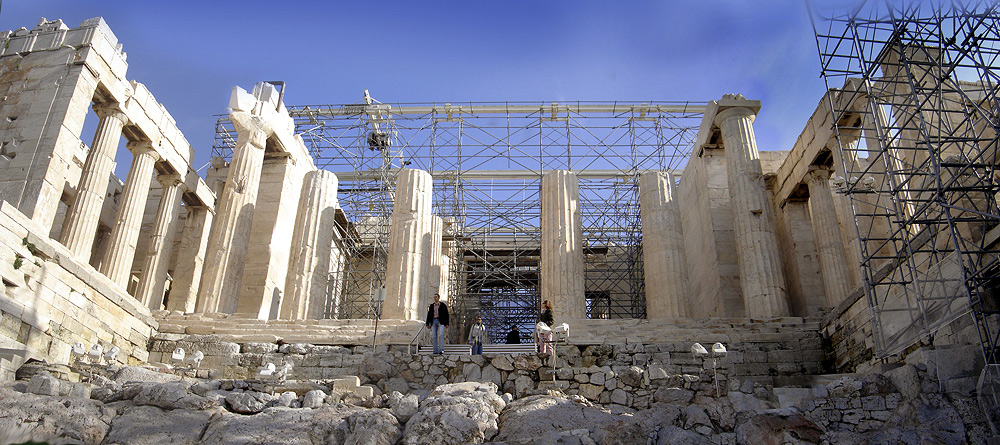
Propyleje, Akropol ateński

Propyleje (gr. propylajon „przedsionek”, łac. propylaeum) – w architekturze starożytnej Grecji, monumentalna budowla, budynek bramy na planie prostokąta z kolumnami, prowadzący zwykle do wielkich świątyń, np. do temenosu – świętego miejsca. 
Zapewne najsłynniejsze propyleje znajdują się przy wejściu na Akropol ateński. Ich budowę rozpoczęto w 437 roku p.n.e. i przerwano po pięciu latach. Wzniósł je Mnesikles w porządku doryckim, z marmuru. Część główna budynku miała dwie bramy (większą i mniejszą), poprzeczną ścianę z pięcioma przejściami oraz dwa skrzydła. Fasady budynku głównego miały po sześć kolumn. Do wejścia prowadziły schody. Część zachodnia podzielona była na trzy nawy dwoma rzędami kolumn w porządku jońskim. Część północna, tzw. Pinakoteka ozdobiona była obrazami Polignota, Aglaofona i Timajnetosa. Mimo że budowla była niedokończona, stała się wzorcem dla podobnych konstrukcji w całym świecie greckim. 
Wcześniejszą formą była monumentalna brama o jednym przejściu zwana propylonem.
Budowle niezwykle podobne do propylejów archeolodzy odnaleźli w ruinach kreteńskich pałaców w Knossos i Fajstos zbudowanych ponad 1000 lat wcześniej niż propyleje na ateńskim Akropolu.